# Jagst mit Seitentälern (Vogelschutzgebiet)
Das Gebiet Jagst mit Seitentälernist ein 2007 eingerichtetes und mit Verordnung vom 5. Februar 2010 durch das Ministerium für Ernährung und Ländlichen Raum festgelegtes Europäisches Vogelschutzgebiet (Schutzgebietskennung DE-6624-401) in den baden-württembergischen Landkreisen Heilbronn und Schwäbisch Hall sowie des Hohenlohekreises, des Neckar-Odenwald-Kreises und des Ostalbkreises in Deutschland.

## Lage
Das rund 852 Hektar (ha) große Vogelschutzgebiet „Jagst mit Seitentälern“ erstreckt sich entlang des Tals der Jagst zwischen Jagstzell im Südosten und ihrer Mündung in den Neckar bei Bad Friedrichshall im Nordwesten sowie ihrer fünf Nebenflüsse Ette, Sindelbach, Erlenbach, Kessach und Seckach.

Es verteilt sich auf 16 Städte und 10 Gemeinden in fünf Landkreisen. Sortierung nach Erstberührung der Jagst, im Falle eine Kommune nur Abschnitte an einem Nebental hat, nach der Reihenfolge der Zuflüsse. 
| Flussabschnitte an                    | Kreis                     | Kommune                     | Anteil | Anteil |
| Flussabschnitte an                    | Kreis                     | Kommune                     | ha     | %      |
| ------------------------------------- | ------------------------- | --------------------------- | ------ | ------ |
| Jagst                                 | Ostalbkreis               | Gde. Jagstzell              | 006,32 | 00,74  |
| Jagst                                 | Landkreis Schwäbisch Hall | Gde. Stimpfach              | 013,33 | 01,56  |
| Jagst                                 | Landkreis Schwäbisch Hall | Gde. Frankenhardt           | 008,91 | 01,04  |
| Jagst                                 | Landkreis Schwäbisch Hall | Stadt Crailsheim            | 059,22 | 06,94  |
| Jagst                                 | Landkreis Schwäbisch Hall | Gde. Satteldorf             | 033,86 | 03,97  |
| Jagst                                 | Landkreis Schwäbisch Hall | Stadt Kirchberg a. d. Jagst | 059,73 | 07,00  |
| Jagst                                 | Landkreis Schwäbisch Hall | Stadt Ilshofen              | 013,70 | 01,60  |
| Jagst                                 | Landkreis Schwäbisch Hall | Stadt Gerabronn             | 018,29 | 02,14  |
| Jagst                                 | Landkreis Schwäbisch Hall | Stadt Langenburg            | 055,21 | 06,47  |
| Jagst, Ette                           | Hohenlohekreis            | Gde. Mulfingen              | 093,93 | 11,02  |
| Jagst                                 | Hohenlohekreis            | Gde. Dörzbach               | 037,67 | 04,42  |
| Jagst                                 | Hohenlohekreis            | Stadt Krautheim             | 051,59 | 06,05  |
| Jagst, Sindelbach, Erlenbach, Kessach | Hohenlohekreis            | Gde. Schöntal               | 120,10 | 14,09  |
| Jagst                                 | Landkreis Heilbronn       | Gde. Jagsthausen            | 038,79 | 04,55  |
| Jagst, Kessach                        | Landkreis Heilbronn       | Stadt Widdern               | 048,66 | 05,70  |
| Jagst, Seckach                        | Landkreis Heilbronn       | Stadt Möckmühl              | 061,09 | 07,16  |
| Jagst                                 | Landkreis Heilbronn       | Stadt Neudenau              | 053,26 | 06,24  |
| Jagst                                 | Landkreis Heilbronn       | Stadt Bad Friedrichshall    | 031,92 | 03,74  |
| Jagst                                 | Landkreis Heilbronn       | Stadt Gundelsheim           | 001,57 | 00,18  |
| Jagst                                 | Landkreis Heilbronn       | Gde. Offenau                | 002,96 | 00,34  |
| Jagst                                 | Landkreis Heilbronn       | Stadt Bad Wimpfen           | 000,74 | 00,08  |
| Ette                                  | Landkreis Schwäbisch Hall | Stadt Schrozberg            | 004,83 | 00,56  |
| Sindelbach                            | Hohenlohekreis            | Stadt Ingelfingen           | 008,73 | 01,02  |
| Kessach                               | Neckar-Odenwald-Kreis     | Stadt Ravenstein            | 008,43 | 00,98  |
| Seckach                               | Neckar-Odenwald-Kreis     | Stadt Adelsheim             | 008,28 | 00,97  |
| Seckach                               | Landkreis Heilbronn       | Gde. Roigheim               | 011,08 | 01,30  |

## Beschreibung
Beschrieben wird das Schutzgebiet „Jagst mit Seitentälern“ als ein „zum Teil tief in den Muschelkalk eingeschnittenes Flusstal mit naturnahen Hangwäldern und einer Steinriegellandschaft, mit breiteren Talabschnitten, Grünland und Äckern, uferbegleitenden Gehölzen, kleinen Auwaldresten, Kiesbänken, Altwässern, Quellen und Tümpeln“.

### Bedeutung
Das Vogelschutzgebiet „Jagst mit Seitentälern“ ist neben dem Flusssystem des Kochers und dem südbadischen Oberrhein eines der bedeutendsten Brutgebiete des Eisvogels in Baden-Württemberg sowie ein bedeutendes Brutgebiet für Wanderfalke und Weißstorch.

### Lebensraumklassen
|                                                                 |                                                                 |  |      |      |
| Nichtwaldgebiete mit hölzernen Pflanzen, Gestrüpp usw.          | Nichtwaldgebiete mit hölzernen Pflanzen, Gestrüpp usw.          |  | 1 %  | 1 %  |
| Laubwald                                                        | Laubwald                                                        |  | 8 %  | 8 %  |
| Mischwald                                                       | Mischwald                                                       |  | 10 % | 10 % |
| Binnengewässer, stehend und fließend                            | Binnengewässer, stehend und fließend                            |  | 39 % | 39 % |
| Trockengelegtes Grünland                                        | Trockengelegtes Grünland                                        |  | 34 % | 34 % |
| Anderes Ackerland                                               | Anderes Ackerland                                               |  | 2 %  | 2 %  |
| Sonstiges (Städte, Straßen, Deponien, Gruben, Industriegebiete) | Sonstiges (Städte, Straßen, Deponien, Gruben, Industriegebiete) |  | 6 %  | 6 %  |
|                                                                 |                                                                 |  |      |      |

## Schutzzweck
Die gebietsbezogenen Erhaltungsziele sind je nach Art unterschiedlich beschrieben:

### Brutvögel
Brutvogelarten, die im Anhang I der Vogelschutzrichtlinie aufgelistet und für die in ganz Europa besondere Maßnahmen anzuwenden sind. In diese Kategorie fallen in Baden-Württemberg insgesamt 39, im Schutzgebiet „Jagst mit Seitentälern“ drei Arten.

#### Eisvogel(Alcedo atthis)

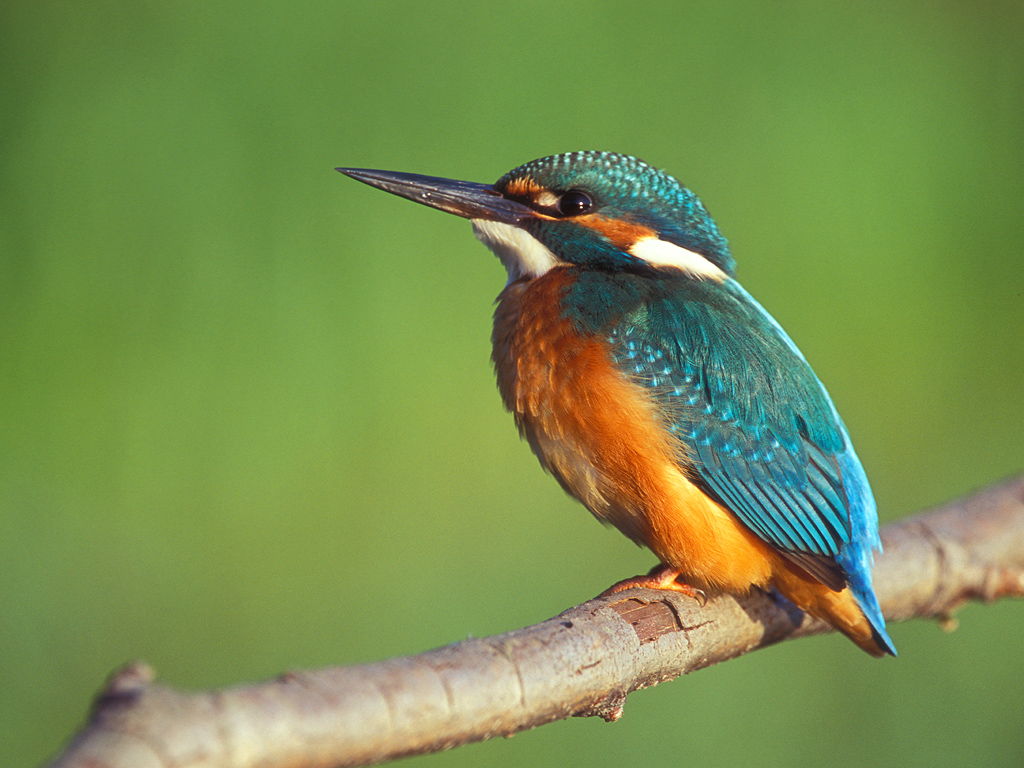
Eisvogel

Erhaltung der naturnahen Gewässer, von Steilwänden und Abbruchkanten aus grabbarem Substrat in Gewässernähe, von für die Brutröhrenanlage geeigneten Wurzeltellern umgestürzter Bäume in Gewässernähe, von Strukturen, die als Ansitz für die Jagd genutzt werden können wie starke Ufergehölze mit über das Gewässer hängenden Ästen, Erhaltung einer Wasserqualität, die gute Sichtbedingungen für den Beutefang gewährleistet, einer Gewässerdynamik, die die Neubildung von zur Nestanlage geeigneten Uferabbrüchen ermöglicht, Erhaltung von Sekundärlebensräumen wie aufgelassene Abbaustätten mit Gewässern und Steilufern, des Nahrungsangebots mit Kleinfischarten und Jungfischaufkommen sowie Erhaltung störungsfreier oder zumindest störungsarmer Fortpflanzungsstätten während der Fortpflanzungszeit vom 15. Februar bis zum 15. September.

#### Grauspecht(Picus canus)

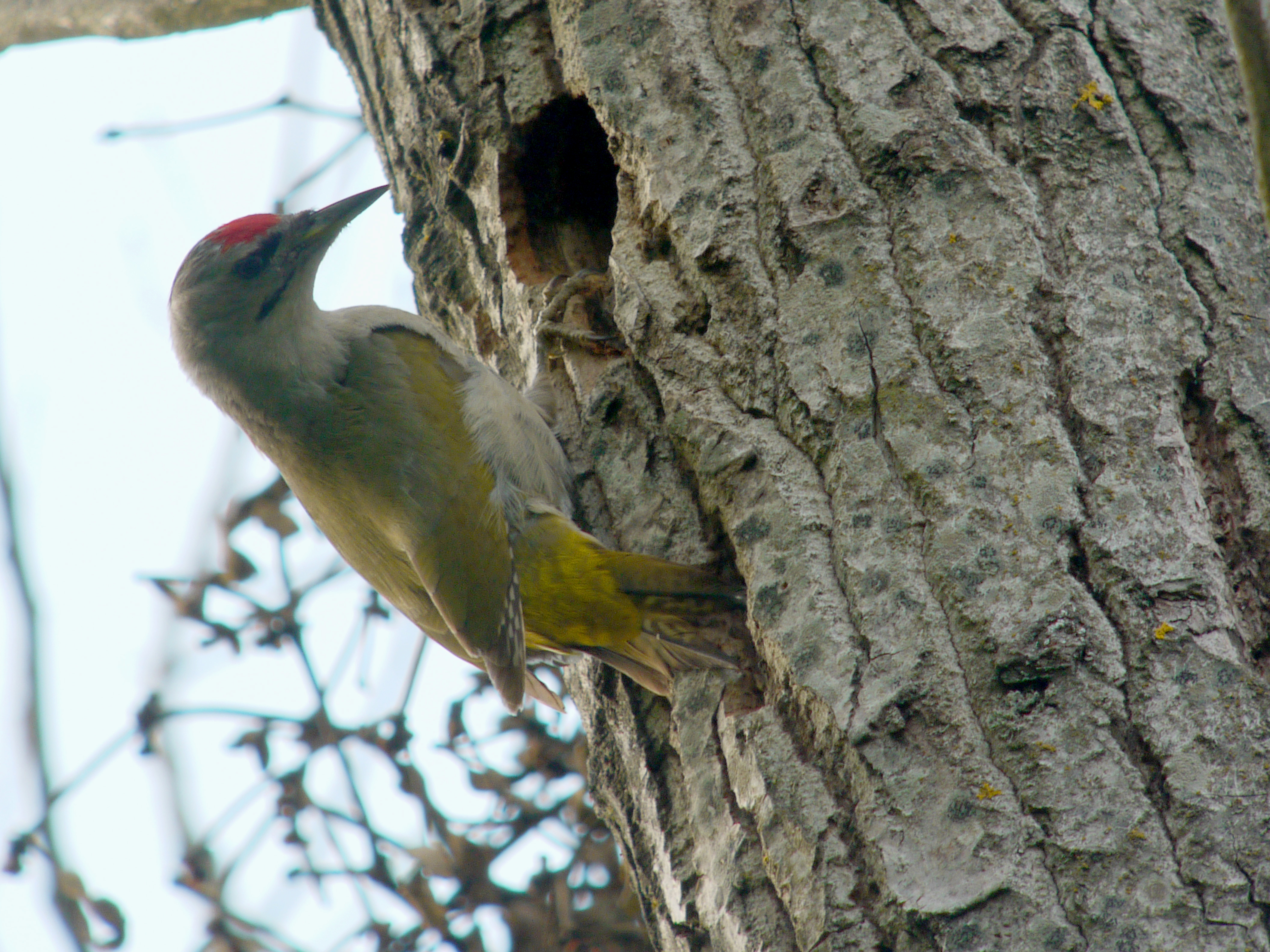
Grauspecht

Erhaltung von reich strukturierten lichten Laub- und Laubmischwäldern mit Offenflächen zur Nahrungsaufnahme, von Auenwäldern, von extensiv bewirtschafteten Streuobstwiesen, Erhaltung der Magerrasen, mageren Mähwiesen oder Viehweiden, Erhaltung von Randstreifen, Rainen, Böschungen und gesäumten gestuften Waldrändern, von Altbäumen und Altholzinseln, von Totholz, insbesondere von stehendem Totholz, Erhaltung der Bäume mit Großhöhlen sowie des Nahrungsangebots.

#### Wanderfalke(Falco peregrinus)

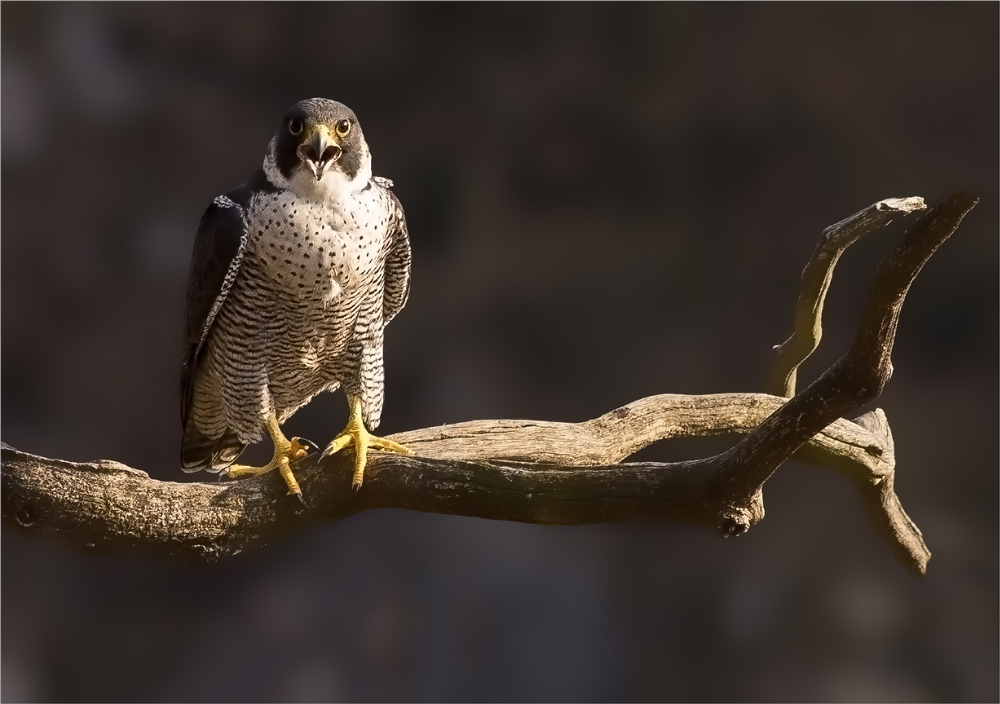
Wanderfalke

Erhaltung der offenen Felswände und von Steinbrüchen jeweils mit Höhlen, Nischen und Felsbändern, Erhaltung der Lebensräume ohne Gefahrenquellen wie nicht vogelsichere Freileitungen und ungesicherte Schornsteine sowie Erhaltung störungsfreier oder zumindest störungsarmer Fortpflanzungsstätten während der Fortpflanzung in der Zeit vom 15. Februar bis 30. Juli.

### Zugvögel
Weitere, nicht in Anhang I aufgelistete Zugvogelarten, die im Land brüten und für die Schutzgebiete ausgewählt wurden. In diese Kategorie fallen in Baden-Württemberg insgesamt 36, im Schutzgebiet „Jagst mit Seitentälern“ zwei Arten.

#### Wasserralle(Rallus aquaticus)

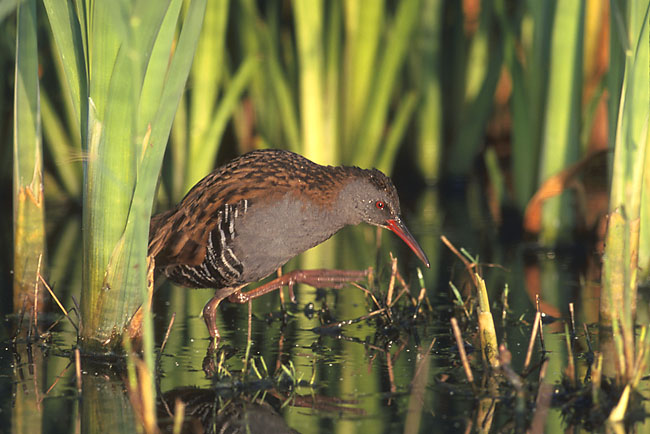
Wasserralle

Erhaltung der stehenden Gewässer mit Flachwasserzonen, der Fließgewässerabschnitte und Wassergräben mit deckungsreicher Ufervegetation, der Riede und Moore mit zumindest kleinen offenen Wasserflächen, der deckungsreichen Verlandungsbereiche mit flach überfluteten Röhrichten, Großseggenrieden und Ufergebüschen, der Lebensräume ohne Gefahrenquellen wie Freileitungen, Erhaltung von Sekundärlebensräumen wie aufgelassene Abbaustätten mit vorgenannten Lebensstätten sowie Erhaltung störungsfreier oder zumindest störungsarmer Fortpflanzungsstätten während der Fortpflanzungszeit (15. März bis 15. September).

#### Zwergtaucher(Tachybaptus ruficollis)

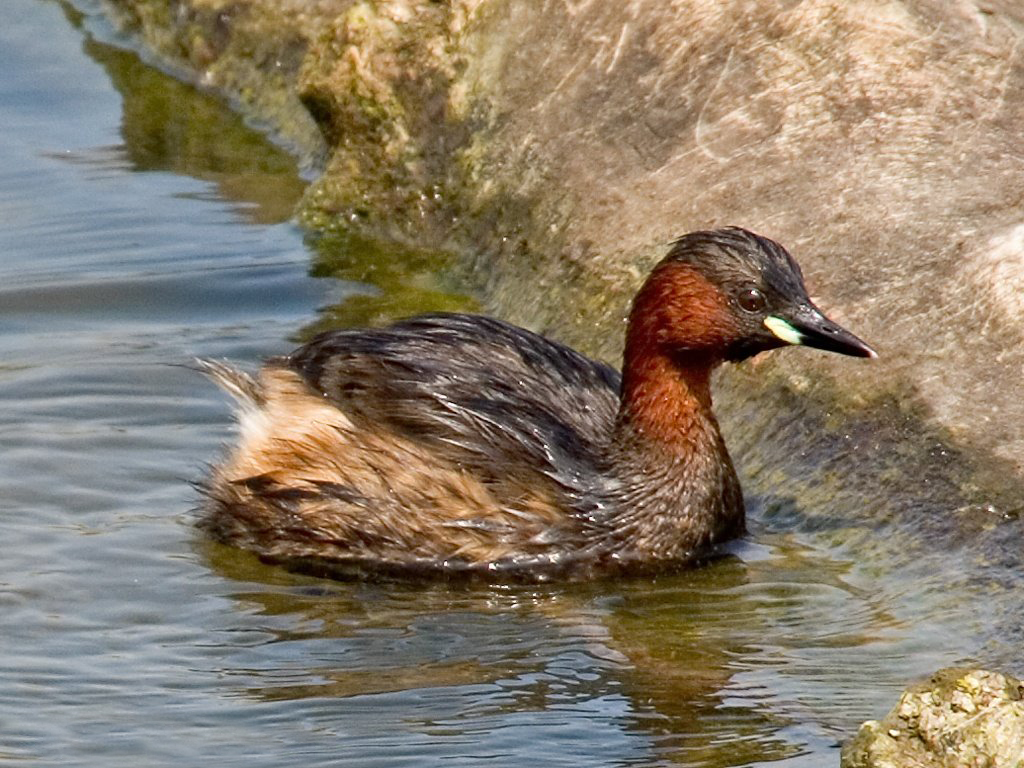
Zwergtaucher

Erhaltung der zumindest stellenweise deckungsreichen Stillgewässer, Feuchtwiesengräben, langsam fließenden Bäche und Wiesengräben, Verlandungszonen mit Röhrichten wie Schilf-, Rohrkolben-, Wasserschwaden- oder Rohrglanzgrasbestände, Erhaltung einer Wasserqualität, die gute Sichtbedingungen für den Beutefang gewährleistet, Erhaltung von Sekundärlebensräumen wie aufgelassene Torfstiche mit vorgenannten Lebensstätten sowie Erhaltung störungsfreier oder zumindest störungsarmer Fortpflanzungsstätten während der Fortpflanzungszeit (15. Februar bis 15. September).